# Exincentro
Um exincentro é um ponto de intersecção das bissetrizes dos ângulos externos de um triângulo qualquer. A partir dele, pode-se traçar uma circunferência que tangencia um dos lados e o prolongamento dos outros dois. Como o próprio nome indica, os exincentros são obrigatoriamente externos aos triângulos. Como consequência da circunferência ser tangente aos prolongamentos dos lados, as distâncias do vértice mais longínquo do triângulo aos pontos de tangência  são as mesmas e, somadas, equivalem ao perímetro do triângulo. A imagem abaixo ilustra as três circunferências traçadas a partir dos exincentros e a circunferência inscrita.

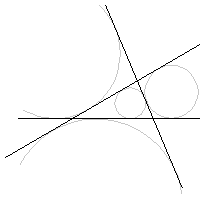